# Chazé-sur-Argos
Chazé-sur-Argos è un comune francese di 1 038 abitanti situato nel dipartimento del Maine e Loira nella regione dei Paesi della Loira.

## Società

### Evoluzione demografica
Abitanti censiti